# Бјанка Андреску
Бјанка Андреску (енгл. Bianca Andreescu; рођена 16. јуна 2000) канадска је тенисерка.
Професионалну каријеру је започела 2017. године. Најбољи пласман Андреску на ВТА листи је 24 место од 18. марта 2019. године. Освојила је укупно по једну ВТА титулу у појединачној конкуренцији и у конкуренцији парова.
Први већи турнир је освојила у Индијан Велсу 2019. године, победивши у финалу бившу прву играчицу света Анџелик Кербер са 2:1. У августу 2019. године освојила је Отворено првенство Канаде, нако што јој је Серена Вилијамс предала меч. Постала је прва Канађанка која је освојила Роџерс куп у последњих 50 година.
Андреску је румунског порекла.

## Финала гренд слем турнира (1)

### Појединачно (1−0)
| Исход  | Година | Турнир                 | Противница у финалу | Резултат |
| Победа | 2019   | Отворено првенство САД | Серена Вилијамс     | 6−3, 7−5 |